# 麻生太郎 (明治時代)
麻生 太郎（あそう たろう、1887年〈明治20年〉9月4日 - 1919年〈大正8年〉3月4日）は日本の実業家。第92代内閣総理大臣麻生太郎の祖父。

## 人物
麻生太吉の三男として生まれる。長兄の太右衛門は病弱で、次兄の鶴十郎も若くして他界したため、麻生家の後継となる。しかし本人も病弱であり31歳で死去した。生前は麻生商店取締役を務めていた。

## 家族・親族
- 祖父 - 賀郎（庄屋）
- 祖母 - マツ（福岡県、永富家出身）
- 父 - 太吉（実業家、政治家）
- 母 - ヤス（福岡県、吉川（きっかわ）半次郎六女）
- 妻 - 夏子（子爵加納久朗の妹、筑後三池藩第6代藩主立花種周の曾孫、立花種道の孫、子爵加納久宜の子。姉の）
- 長男 - 太賀吉（実業家、政治家）
- 次男 - 典太（実業家） ‐ 麻生鉱業重役など
- 長女 - ツヤ子（九州帝国大学教授・野田健三郎の妻）
- 次女 - 辰子（堀江悦三の妻）
- 孫 - 太郎（第92代内閣総理大臣） ‐ 太賀吉の子
- 孫 - 泰（実業家） ‐ 太賀吉の子
- 孫 - 寬仁親王妃信子 ‐ 太賀吉の子
- 孫 - 野田昌宏
- 曾孫 - 巌（実業家）
- 曾孫 - 彬子女王
- 曾孫 - 瑶子女王